# Morphomordellochroa
Morphomordellochroa is een geslacht van kevers uit de familie spartelkevers (Mordellidae).
Het geslacht is voor het eerst wetenschappelijk beschreven in 1969 door Ermisch.

## Soorten
Het geslacht omvat de volgende soorten:
- Morphomordellochroa guineensis Ermisch, 1969
- Morphomordellochroa testacea Ermisch, 1969